# سيمون غالوب
سيمون غالوب (بالإنجليزية: Simon Gallup)‏  (و. 1960  م) هو عازف بيس، وعازف قيثارة، وملحن بريطاني، ولد في سري، يستخدم آلات غيتار البيس، وقيثارة، وهو عضوٌ في ذا كيور.

## وصلات خارجية
- سيمون غالوب على موقع IMDb (الإنجليزية)
- سيمون غالوب على موقع ميوزك برينز (الإنجليزية)
- سيمون غالوب على موقع أول ميوزيك (الإنجليزية)
- سيمون غالوب على موقع ديسكوغز (الإنجليزية)
- سيمون غالوب على موقع قاعدة بيانات الفيلم (الإنجليزية)

- سيمون غالوب في قاعدة بيانات الأفلام على الإنترنت